# Architecture de la Fédération

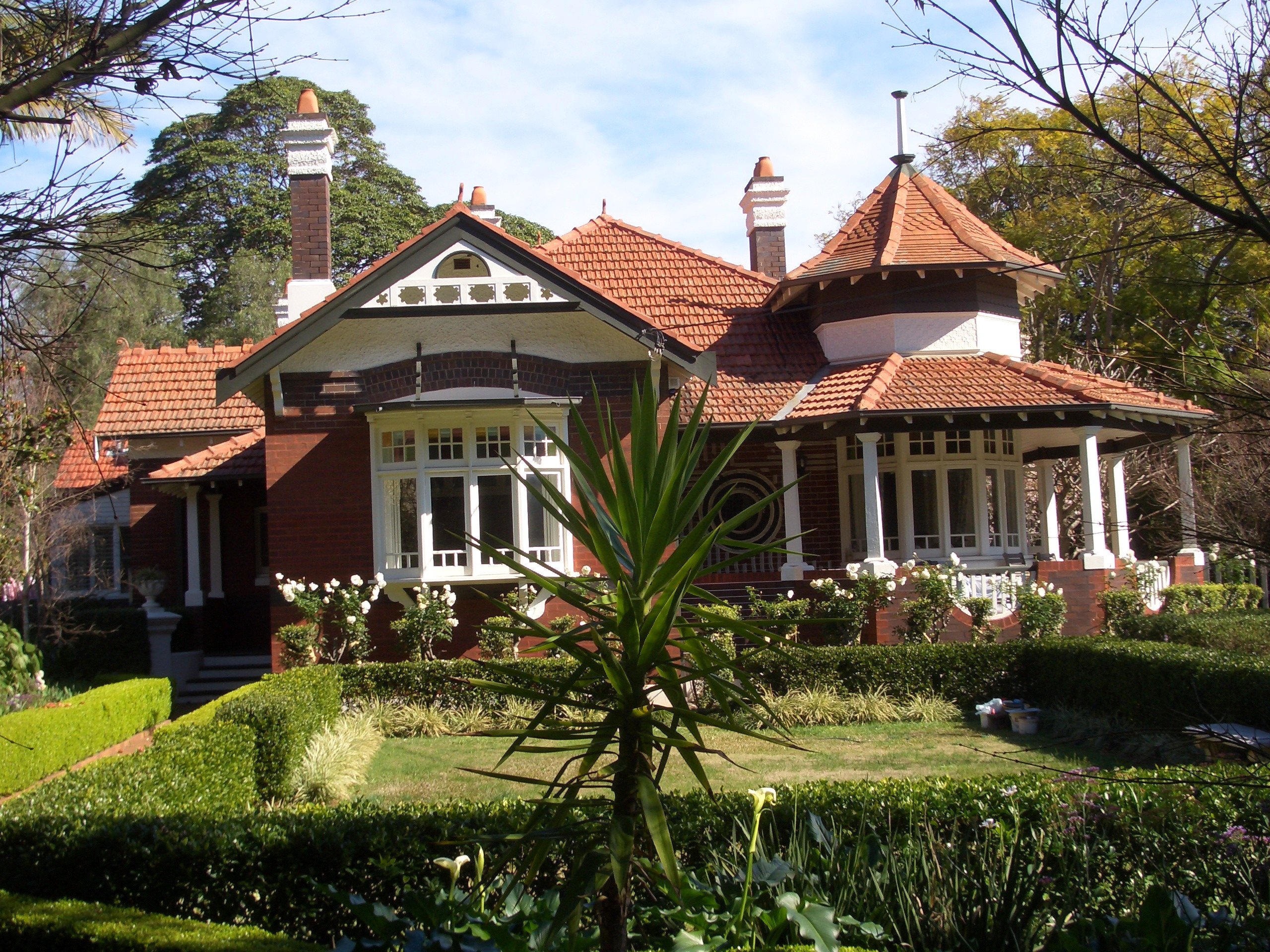
Maison style Fédération Queen Anne à Sydney.

L'architecture de la Fédération désigne un style architectural apparu en Australie entre les années 1890 à 1920. Son nom provient de la création de la Fédération d'Australie le 1er janvier 1901 lorsque les colonies australiennes sont devenues collectivement le Commonwealth d'Australie. Ce type d'architecture avait des antécédents dans le style Queen Anne en Angleterre et le style Shingle dans l'est des États-Unis.

## Définition
La période de la Fédération est connue internationalement comme l'époque édouardienne, du nom du règne du roi Édouard VII (1901 - 1910). Toutefois, comme ce style a précédé et prolongé le règne d'Edouard VII, le terme d'« architecture de la Fédération » a été inventé en 1969.
Comme la création de la Fédération d'Australie a été un événement important pendant cette période, le terme « édouardien » est rarement utilisé en Australie. L'architecture de la Fédération a beaucoup de similitudes avec l'architecture édouardienne. Il existe des différences importantes, cependant, qui permettent de distinguer le style en Australie, notamment en raison de l'utilisation de thèmes typiquement australiens et l'utilisation de vérandas dans les constructions domestiques.
De nombreux bâtiments de la Fédération, tant résidentiels que non résidentiels, sont inscrits sur le registre du patrimoine national en raison de leur valeur patrimoniale.

## Styles
Il y a douze styles de la Fédération:
- Fédération académique classique
- Fédération libre classique
- Fédération filigrane
- Fédération anglo-néerlandaise
- Fédération romane
- Fédération gothique
- Fédération gothique en bois
- Fédération entrepot
- Fédération Queen Anne
- Fédération Style libre
- Fédération des Arts et Métiers
- Fédération Bungalow

## Galerie

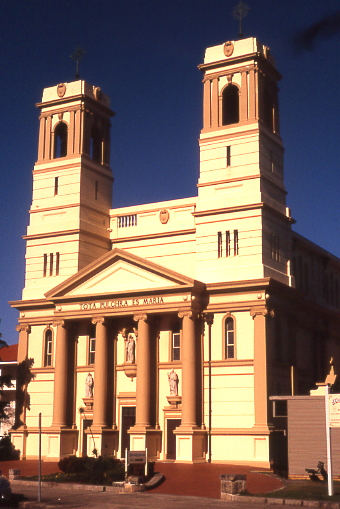
Église à Sydney; Style Fédération académique classique
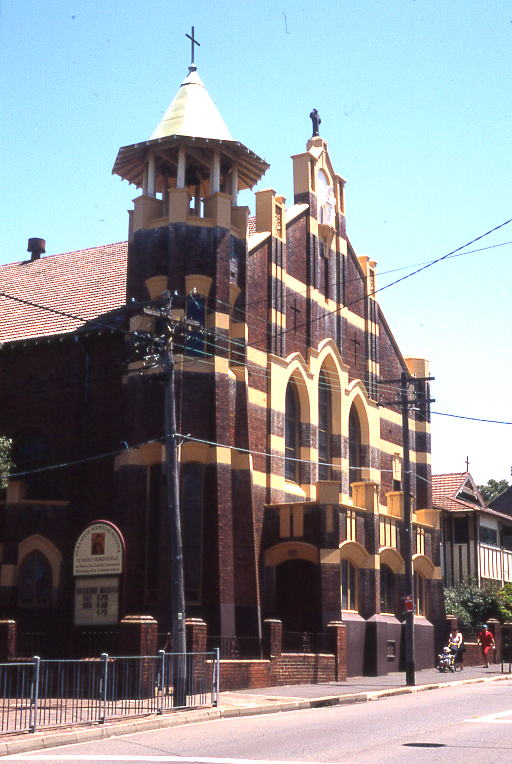
Église à Sydney; Style Fédération gothique
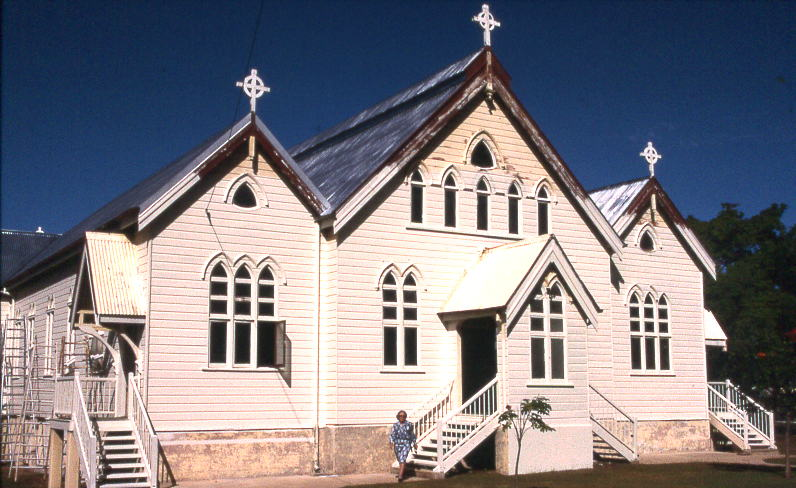
Église à Townsville; Style Fédération gothique en bois